# Plataforma Todos contra el canon
Todos contra el canon (en català Tots contra el cànon) és una plataforma formada per associacions de consumidors i d'internautes, empreses i professionals, organitzacions i particulars que rebutgen el cànon digital tal com està plantejat en la Llei de propietat intel·lectual espanyola.
El 31 de gener del 2008, la plataforma Todos contra el canon va entregar un pendrive amb més de dos milions de signatures al secretari d'Estat de Comunicació, Fernando Moraleda, i al cap del Gabinet del president del Govern español, José Enrique Serrano.

## Objectius
Els objectius de la plataforma Todos contra el canon són:
- sensibilitzar la societat sobre l'impacte negatiu que suposa l'aplicació del cànon digital
- evitar la implantació del cànon digital indiscriminat
- participar activament en els fòrums de debat relacionats amb el cànon digital
- estimular als creador i propietaris de drets sobre els continguts a buscar nous models de negocis

## Membres
Les organitzacions que formen la plataforma Todos contra el canon són:
- Asociación de Usuarios de Internet
- Asociación de Empresas de Electrónica, Tecnologías de la Información y Telecomunicaciones de España
- Asociación de Empresas Operadoras y de Servicios de Telecomunicaciones
- Asociación de Estudiantes de Ingenieros de Informática
- Asociación de Ingenieros e Ingenieros Técnicos en Informática
- Asociación de Internautas
- Asociación de Música en Internet
- Asociación de Técnicos de Informática
- Asociación de Usuarios de Linux
- Asociación Española de Documentación Digital
- Asociación Española de Hosteleros Víctimas del Canon
- Asociación Española de Mujeres Empresarias de Madrid
- Asociación Española de PYMES de Informática y Nuevas Tecnologías
- Asociación Española de Reprografía
- Asociación Multisectorial de Empresas Españolas de Electrónica y Comunicaciones
- Asociación Nacional de Empresas de Internet
- Asociación Nacional del Comercio Especialista de Fotografia
- Asociación para la Promoción de la Investigación y la Consultoría Estratégica
- Colegio Oficial de Ingenieros Técnicos de Telecomunicaciones
- Colegio Profesional de Ingenieros en Informática de Castilla y León
- Comisión de Libertades e Informática
- Comisiones Obreras: Servicios Financieros y Administrativos
- Confederación de Comercio Especializado de Madrid
- Confederación Española de Asociaciones de Amas de Casa, Consumidores y Usuarios
- Confederación Española de Centros de Formación y Academias Pribadas
- Confederación General de las Pequeñas y Medianas Empresas del Estado Español
- Federación de Asociaciones de Ingenieros en Informática
- Federación de Consumidores en Acción
- Internet & Euskadi
- Organización de Mujeres Empresarias y Gerencia Activa
- Unión de Organizaciones de Pequeña y Mediana Empresa y Empresarios Autónomos de Madrid